# Jani Radebaugh

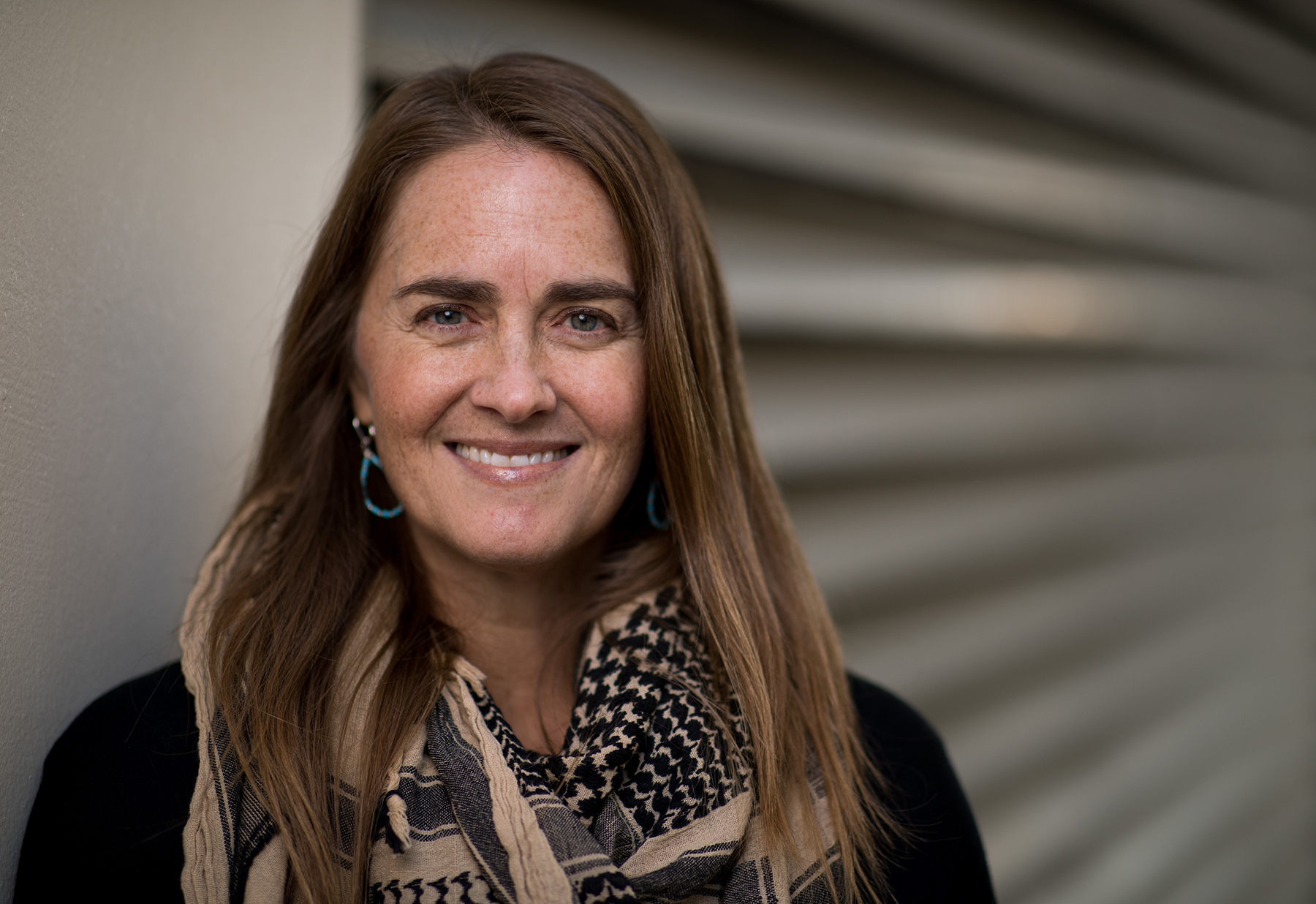
Jani Radebaugh

Jani Radebaugh (* 15. August 1970 in Orem, Utah) ist eine US-amerikanische Planetenwissenschaftlerin und Professorin für Geologie an der Brigham Young University, die sich auf Feldstudien von Planeten spezialisiert hat. Radebaughs Forschung konzentriert sich auf den Saturnmond Titan, den Jupitermond Io, den Erdmond, Mars und Pluto. Radebaugh ist Mitglied des Wissenschaftsteams der Dragonfly-Mission zum Titan, des IVO-Io-Missionsvorschlags und des Mars-Median-Projekts.

## Karriere
Sie war von 2008 bis 2017 assoziiertes Teammitglied des Cassini-Huygens-RADAR-Projekts und Doktorandin für Io für die Galileo-Mission. Sie betreibt wissenschaftliche Öffentlichkeitsarbeit durch ihre Arbeit als Expertin für die Wissenschafts-/Entdeckungssendung „How the Universe Works“ und andere Fernseh- und Radioprogramme. Im Dezember 2012 gaben Radebaugh und ihre Kollegen der Cassini-Mission die Entdeckung von Vid Flumina bekannt, einem Fluss flüssigen Methans auf dem Saturnmond Titan, der über 320 km (200 Meilen) lang ist und dem Nil ähnelt.
Radebaugh erhielt den Bachelor von der Brigham Young University in Physik und Astronomie und einen Ph.D. von der University of Arizona in Planetenwissenschaften. Seit 2006 ist sie Professorin für Geologische Wissenschaften an der Brigham Young University.
Sie hat Feldforschungen an terrestrischen Standorten als Erdanaloge, für geologische Merkmale auf anderen Welten innerhalb des Sonnensystems durchgeführt, einschließlich der Sahara- und Namib-Wüste, um riesige Sanddünen zu untersuchen, die denen auf dem Saturnmond Titan ähneln, Lavaseen im Afar-Tal, Vanuatu und Kilauea als Analoga für die aktiven Lavaseen des Jupitermondes Io.
Sie reiste in die iranische Lut-Wüste, um windgeschnitzte Grate, sogenannte Yardangs, zu studieren, die auf Mars, Venus und Titan zu finden sind, und verbrachte vier Saisons in der Antarktis, wo sie dabei half, Meteoritenproben aus dem gesamten Sonnensystem, einschließlich Mond und Mars, zu bergen.
Sie hat zur Formulierung des Vorschlags für eine Dragonfly-Drehflüglerlandemission beigetragen. Sie war auch an der Galileo-Mission, dem Missionsvorschlag Io Volcanoes Observer und dem Median-Projekt für den Mars beteiligt.

## Medien
Radebaugh trat als Experte in mehreren Fernsehprogrammen auf, darunter in der Science/Discovery-Serie „How the Universe Works“, sowie in BBC-Fernsehsendungen, NOVA-Folgen und „The Planets and Beyond“ des Science Channel.
In Deutschland ist Radebaugh durch die Reihen „Das Universum – Eine Reise durch Raum und Zeit“ und „Strip the Cosmos“ bekannt.

## Sonstiges
Im Jahr 2024 wurde der Asteroid 45690 Janiradebaugh nach Radebaugh benannt.

## Privates
Radebaugh lebt in Provo, Utah.